# Vaavu
Felidhu Atholhu (Felidhu Atoll), mit der Thaana-Kurzbezeichnung ވ  (Vaavu), ist ein Verwaltungsatoll (Distrikt) im Zentrum der Malediven.
Es umfasst das große Felidhu-Atoll und das kleine südlich angrenzende Vattaru-Atoll. 2014 hatte der Distrikt 1622 Einwohner.
Fünf Inseln im Felidhu-Atoll sind bewohnt, neben dem Verwaltungshauptort auf der Insel Felidhoo sind dies Fulidhoo, Keyodhoo, Rakeedhoo und Thinadhoo; das Vattaru-Atoll ist unbewohnt. Insgesamt umfasst der Distrikt 21 Inseln.
Im Norden schließt sich die Provinz Kaafu an, im Süden liegt die Provinz Meemu.